# Капри Андерсън
Капри Андерсън (на английски: Capri Anderson) е артистичен псевдоним на американската порнографска актриса Кристина Уолш (Christina Walsh), родена на 30 март 1988 г. в град Ню Йорк, САЩ.

## Личен живот
През октомври 2010 г. се замесва в скандал с актьора Чарли Шийн. Тогава тя е намерена заключена в банята на стаята на Шийн в хотел „Плаза“ в Ню Йорк. Андерсън твърди, че са ѝ били обещани 3500 долара, за да вечеря с Шийн в ресторант. Там актьорът се появил много пиян и говорил „вулгарно“. Когато се върнали в хотелската стая, Шийн смъркал „бяло прахообразно вещество“ и хвърлял предмети по нея. Тя успяла да се заключи в банята и да се обади на приятел за помощ. Според Чарли Шийн, Андерсън е откраднала негов часовник за 165 000 долара и се е заключила в банята, за да го скрие. По-късно Шийн предявява съдебен иск спрямо Андерсън в съда в Лос Анджелис, като твърди, че порноактрисата е изфабрикувала сензация, тъй като двамата са прекарали доброволно две нощи заедно, след което тя е решила, че това е шансът ѝ да забогатее и да стане известна и се е опитала да го изнуди за 1 млн. долара. Капри Андерсън заявява от своя страна, че също ще съди Шийн, че той я е заплашвал и насилвал в хотелска стая.

## Награди и номинации
Носителка на награди
- 2013: AVN награда за най-добра поддържаща актриса – „ХХХ приключението на Пи-Ви: порно пародия“.[6]

Номинации
- 2012: Номинация за AVN награда за най-добра актриса – за изпълнението на ролята ѝ във филма „Беглец“.[7]
- 2012: Номинация за AVN награда за Crossover звезда на годината.[7]

Други признания и отличия
- 2009: „Twistys“ момиче на месец януари.[8]